# Club Athlétique Bizertin
El Club Athlétique Bizertin (en árabe: النادي الرياضي البنزرتي‎, también conocido como CAB) es un equipo de fútbol de Túnez que juega en el CLP-1, el torneo de fútbol más importante del país.

## Historia
Fue fundado el 20 de junio de 1928 en la ciudad de Bizerta y es conocido por ser el primer equipo de Túnez en ganar un torneo organizado por la CAF, la Recopa Africana 1988.
Además del fútbol, cuenta también con equipo en balonmano, voleibol, boxeo y karate.

## Palmarés

### Torneos nacionales
- Liga Tunecina (4) : 1944, 1945, 1948, 1984
- Copa Presidente de Túnez (3) : 1982, 1987, 2013
- Copa de la liga tunecina (1) : 2004
- Supercopa de Túnez (1) : 1984

### Torneos internacionales
- Recopa Africana (1) : 1988

## Participación en competiciones de la CAF
| Temporada | Torneo                            | Ronda            | Club                | Casa  | Visita | Global      |
| --------- | --------------------------------- | ---------------- | ------------------- | ----- | ------ | ----------- |
| 1985      | Copa Africana de Clubes Campeones | 1                | ASC Garde Nationale | 1-0   | 1-1    | 2-1         |
| 1985      | Copa Africana de Clubes Campeones | 2                | FAR Rabat           | 1-0   | 1-4    | 2-4         |
| 1988      | Recopa Africana                   | 1                | USM El Harrach      | 0-1   | 1-0    | 1-1 (6-5 p) |
| 1988      | Recopa Africana                   | 2                | Horseed FC          | 7-0   | 2-0    | 9-0         |
| 1988      | Recopa Africana                   | Cuartos de final | Wallidan FC         | w.o.1 | w.o.1  | w.o.1       |
| 1988      | Recopa Africana                   | Semifinales      | Diamant Yaoundé     | 3-0   | 0-1    | 3-1         |
| 1988      | Recopa Africana                   | Final            | Ranchers Bees       | 1-0   | 0-0    | 1-0         |
| 1989      | Recopa Africana                   | 1                | Olympique Kakandé   | 1-0   | 0-0    | 1-0         |
| 1989      | Recopa Africana                   | 2                | Al-Merrikh SC       | 1-0   | 0-2    | 1-2         |
| 1992      | Copa CAF                          | 1                | Zumunta AC          | 3-0   | 1-1    | 4-1         |
| 1992      | Copa CAF                          | 2                | ASEC Ndiambour      | 4-1   | 0-1    | 4-2         |
| 1992      | Copa CAF                          | Cuartos de final | ASM Oran            | 2-0   | 0-0    | 2-0         |
| 1992      | Copa CAF                          | Semifinales      | Shooting Stars FC   | 2-0   | 0-3    | 2-3         |
| 2000      | Copa CAF                          | 1                | USFA Ouagadougou    | 2-0   | 1-2    | 3-2         |
| 2000      | Copa CAF                          | 2                | Stade d'Abidjan     | 4-1   | 0-3    | 4-4 (a)     |
| 2013      | Liga de Campeones de la CAF       | Preliminar       | Al Ittihad Tripoli  | 1-1   | 1-0    | 2-1         |
| 2013      | Liga de Campeones de la CAF       | 1                | Dynamos FC          | 3-0   | 0-1    | 3-1         |
| 2013      | Liga de Campeones de la CAF       | 2                | Al-Ahly             | 0-0   | 1-2    | 1-2         |
| 2013      | Copa Confederación de la CAF      | 3                | Ismaily SC          | 3-0   | 0-1    | 3-1         |
| 2013      | Copa Confederación de la CAF      | Fase de grupos   | ES Sétif            | 0-0   | 0-1    | 2º Lugar    |
| 2013      | Copa Confederación de la CAF      | Fase de grupos   | TP Mazembe          | 1-0   | 0-1    | 2º Lugar    |
| 2013      | Copa Confederación de la CAF      | Fase de grupos   | FUS Rabat           | 1-0   | 1-1    | 2º Lugar    |
| 2013      | Copa Confederación de la CAF      | Semifinales      | CS Sfaxien          | 0-0   | 0-1    | 0-1         |
| 2014      | Copa Confederación de la CAF      | 1                | CD Huíla            | 2-0   | 1-0    | 3-0         |
| 2014      | Copa Confederación de la CAF      | 2                | Warri Wolves FC     | 2-1   | 0-0    | 2-1         |
| 2014      | Copa Confederación de la CAF      | 3                | Nkana FC            | 1-1   | 0-0    | 1-1 (a)     |

1- Wallidan FC abandonó el torneo.

## Entrenadores destacados
- Ryszard Kulesza (1987–88)
- Paulo Rubim (2001–02)
- Mondher Kebaïer (2002–03)
- Ali Fergani (2003–04)
- Mahmoud Ouertani y  Paulo Rubim (2004–05)
- Nabil Maaloul,  Nejmeddine Oumaya y  Ali Fergani (2005–06)
- Nejmeddine Oumaya,  Paulo Rubim y  Mokhtar Tlili (2006–2007)
- Ferid Ben Belgacem (2007–2008)
- Mokhtar Tlili (2008)
- Arbi Zouaoui (2008–2010)
- Gérard Buscher (junio de 2010–agosto de 2010)
- Youssef Zouaoui (agosto de 2010–enero de 2011)
- Maher Kanzari (2011–13)
- Mondher Kebaïr (2013-)